# Frank McHugh

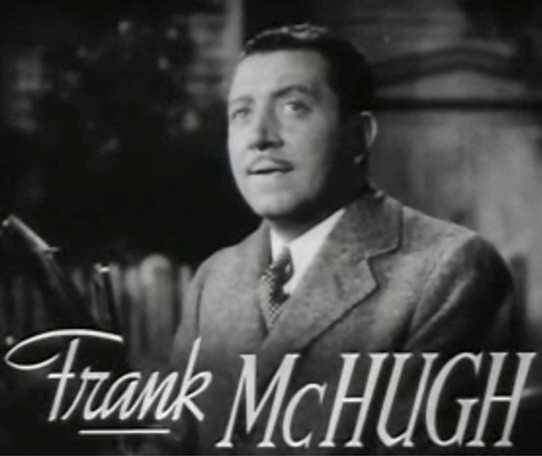
Frank McHugh i en filmtrailer.

Frank McHugh, född 23 maj 1898 i Homestead, Pennsylvania, död 11 september 1981 i Greenwich, Connecticut var en amerikansk skådespelare. Han debuterade på Broadway 1925. McHugh medverkade i över 160 filmer och TV-produktioner mellan 1930 och 1969. Han gjorde 11 filmer där han spelade mot James Cagney.

## Filmografi, urval
- 1931 – Bad Company
- 1934 – Alle man på däck
- 1934 – Paris i gala
- 1938 – Fyra döttrar
- 1938 – Jättarnas dal
- 1939 – Den oväntade gästen
- 1939 – Landet bortom lagen
- 1939 – Då lagen var maktlös
- 1940 – Mannen med järnnävarna
- 1940 – Västerns musketörer
- 1940 – Jag älskar dig åter
- 1941 – En kvinna bland män
- 1941 – Gangsterrazzia
- 1944 – Permission över natten
- 1944 – Vandra min väg
- 1946 – Syndare i New York
- 1948 – Brott på Broadway
- 1949 – Fantomen från Afrika
- 1950 – Full likvid
- 1954 – Sex i elden
- 1959 – En man och hans karriär
- 1967 – Easy Coome, Easy Go